# Arbeitsgerichtsbarkeit (Deutschland)

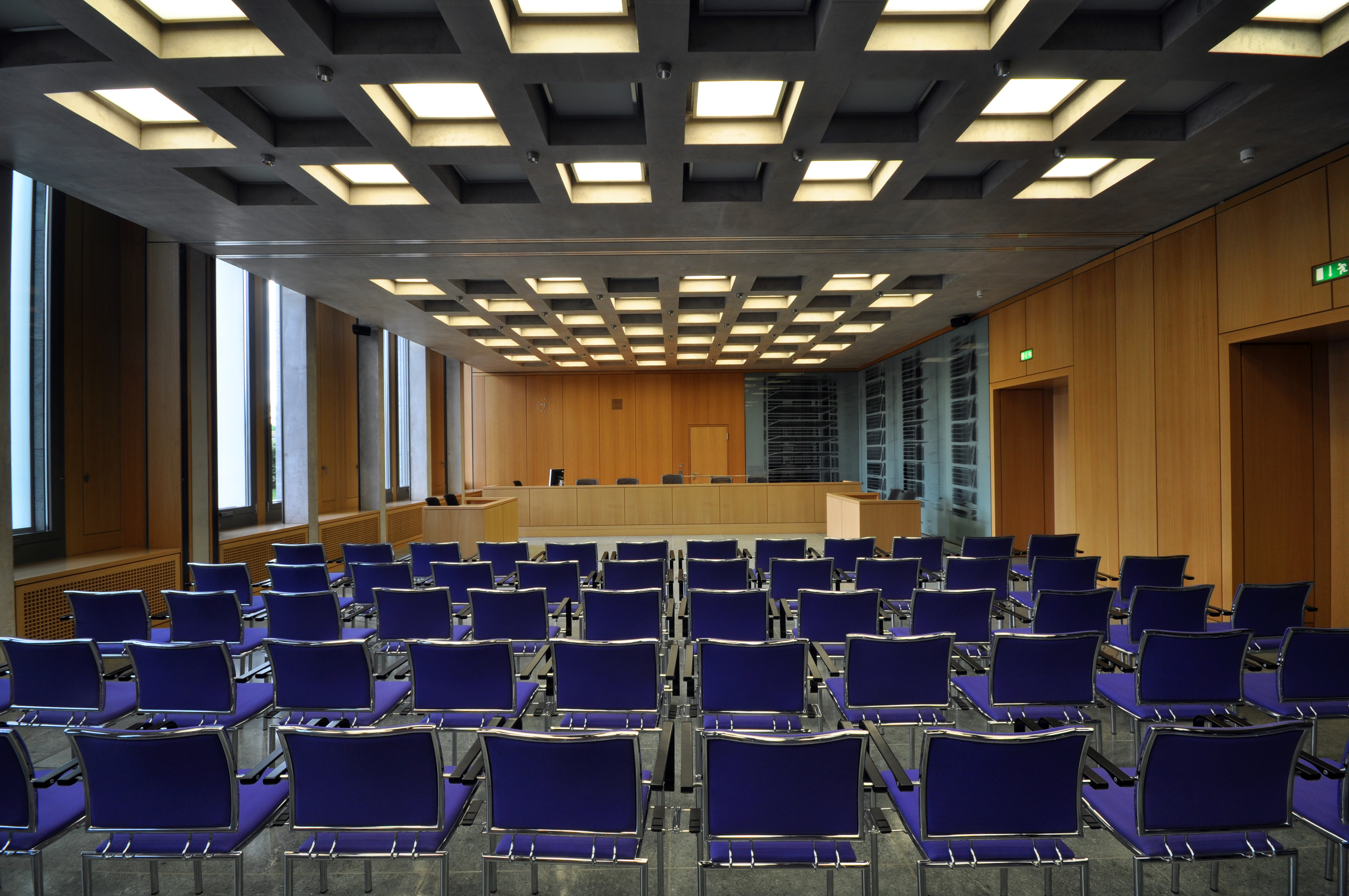
Großer Sitzungssaal des Bundesarbeitsgerichts

Die Arbeitsgerichtsbarkeit ist die Fachgerichtsbarkeit für das Arbeitsrecht.
Sie hat bei den zu bearbeitenden Rechtsmaterien Schnittmengen zur ordentlichen Gerichtsbarkeit und zur Sozialgerichtsbarkeit. Dennoch ist die Arbeitsgerichtsbarkeit eine eigene Fachgerichtsbarkeit und trotz ihrer historischen Wurzeln kein Teil der Zivilgerichtsbarkeit. Grundlegendes Gesetz für Gerichtsverfassung und Ordnung des Prozesses in der Arbeitsgerichtsbarkeit ist das Arbeitsgerichtsgesetz (ArbGG) von 1979.

## Geschichte der Arbeitsgerichtsbarkeit

### Die Entwicklung bis zum Gewerbegerichtsgesetz von 1890
(Quelle: )

#### Das Erbe der Zunft
Die Geschichte der Arbeitsgerichtsbarkeit ist von Anfang an gekennzeichnet durch das Interesse der am Arbeitsprozess Beteiligten an einer eigenen Gerichtsbarkeit, die sich im Unterschied zu den obrigkeitlichen („staatlichen“) Institutionen in dem gewohnheitsrechtlich entwickelten gewerblich/arbeitsrechtlichen Sonderrecht auskannte. Über dieses Gewohnheitsrecht bzw. über das von den Tarifpartnern autonom gesetzte Recht (Tarifverträge) entschieden in den mittelalterlichen Zünften eigene Gerichte, die ausschließlich von den Zunftgenossen besetzt wurden. Diese Schlichtungs- und Entscheidungsinstanzen waren durch Besonderheiten gekennzeichnet, die bis heute nachwirken:
- Ausschluß der obrigkeitlichen („staatlichen“) Gerichtsbarkeit
- Laienrichter
- Mündliches und summarisches Verfahren

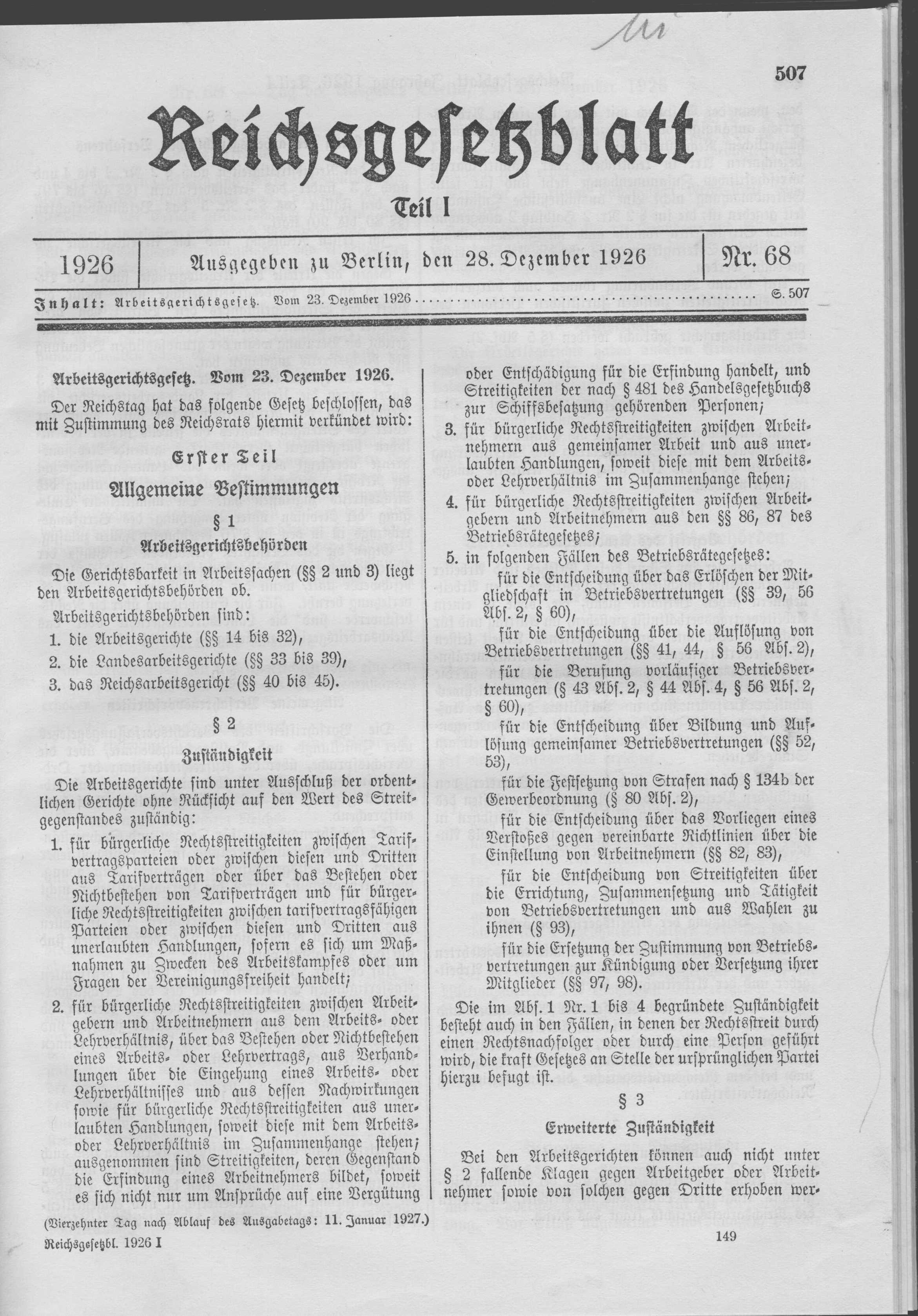
Arbeitsgerichtsgesetz vom 23. Dezember 1926, RGBl. I S. 507

- Vorrang der Schlichtung

##### Die Konflikte in der protoindustriellen Massenproduktion
Die Gerichtsbarkeit der gewerblichen Genossenschaften, d. h. der Zünfte, wandelte sich nach dem Beginn der sog. Protoindustrialisierung in bestimmten Zentren großgewerblicher Produktion des 17., 18. und 19. Jahrhunderts, insbesondere im Textilbereich und in der Stahlwarenfertigung, zu Instanzen unter verschiedenen Bezeichnungen, die unter Anknüpfung an die herkömmlichen Zunftgerichte den Arbeitsfrieden sichern sollten. Der Grund für das allgemein empfundene Bedürfnis, derartige Institutionen zur gewerblichen Schlichtung und Rechtsprechung einzurichten, lag in den Schwierigkeiten, die mit der neuartigen Produktionsorganisation der sog. Verlage verbunden waren. In diesen Betrieben, die nicht selten mehrere tausend Arbeitskräfte beschäftigten, gaben die Arbeitgeber/Verleger das Material aus, das von den Arbeitskräften zu Hause oder in kleinen Betrieben dezentral verarbeitet und dann wieder als Halb- oder Endprodukt dem Kaufmann/Verleger abgeliefert wurde („putting out system“). Die „Fabriken“ im heutigen Sprachgebrauch, also die zentralisierten Fertigungsstätten, traten ihren Siegeszug erst in der zweiten Hälfte des 19. Jahrhunderts an.
Der Arbeitgeber/Kaufmann/Verleger ersparte sich zwar den Ankauf von Grundstücken und die darauf zu errichtenden „Fabrik“-gebäude mit der entsprechenden Heizung und Beleuchtung sowie die Einstellung von entsprechendem Aufsichtspersonal, so dass der Kapitalstock entsprechend geschont wurde. Die fehlende Steuerung und Kontrolle der verlegten Arbeitskräfte hatte allerdings auch eine systemimmanente Kehrseite. „Zu Hause“ ließen sich die „Arbeiter“ nur schlecht antreiben und kontrollieren. Seit dem ausgehenden Mittelalter kam es deshalb insbesondere in der dominierenden Textilindustrie zu dem massenhaften sprichwörtlichen „Betrug nach Strich und Faden.“ Die bis zur Ablieferung bestehende Sachherrschaft der „Arbeiter“ über die zur Verfügung gestellten Rohstoffe eröffnete ihnen die Möglichkeit, das zur Verfügung gestellte Material zu unterschlagen, auszuwechseln und zu verändern. Wenn die Erbitterung der Arbeitskräfte wegen Übervorteilungen durch die Arbeitgeber/Verleger bei der Abrechnung oder nach vertragsbrüchigen Minderzahlungen überhand nahm, kam es außerdem zu Sabotage in den verschiedensten Formen Die von den Arbeitgebern Verlegern hiergegen veranlassten unterschiedlichsten repressiven Maßnahmen blieben meist ebenso wirkungslos, wie die obrigkeitliche Hilfe in Form von extremen Strafandrohungen.
Nach und nach setzte sich unter allen Beteiligten die Einsicht durch, dass man versuchen musste, die systemimmanenten Konflikte institutionell unter Beachtung des herkömmlichen Sonderrechts beizulegen. Allerdings scheiterten die verschiedenen Lösungsversuche in Form der sog. „Hausgerichte“ weitgehend an der fehlenden Akzeptanz der verlegten Arbeitskräfte. Aber auch die staatlich eingerichteten „Fabrikengerichte“, wie etwa die Berliner und Westfälischen Fabrikengerichts-Deputationen, blieben trotz der im Gericht vorgesehenen Sachverständigen wegen einer grundsätzlichen Justizorientierung ohne nachhaltigen Erfolg.

##### Die französischen Conseils de Prud'hommes
Der entscheidende Geburtshelfer für die heutige Arbeitsgerichtsbarkeit in Deutschland war Napoleon. Die Revolutionsgesetzgebung von 1791 hatte mit dem Verbot der Zünfte und der Abschaffung aller Korporationen die alte Ordnung des Handwerks in Frankreich beendet. Mit ihr ging zunächst auch die gewerbliche Sondergerichtsbarkeit dahin. Für Handwerk und Industrie waren die Folgen fatal. Die für „Arbeitsstreitigkeiten“ nunmehr allein zuständige Justiz war auch hier ein Reiter ohne Pferd, d. h. man sollte entscheiden, ohne die Kenntnisse in der Produktion und des seit den Zunftzeiten gebräuchlichen und in der Wirtschaft akzeptierten Sonderrechts zu besitzen. Als Folge der Abschaffung der gewerblichen Sondergerichtsbarkeit hatten die seit jeher in der Massenproduktion von Qualitätswaren grassierenden Schwierigkeiten überhand genommen. Als Napoleon im Jahre 1806 die Seiden- und Textilstadt Lyon besuchte, drängte die Wirtschaft auf die Wiederherstellung der gewerblichen Sondergerichtsbarkeit. Dabei verwiesen die Textilunternehmer auf das bewährte Verfahren der 1791 aufgehobenen Zunftgerichtsbarkeit (Tribunal Commun des Maîtres Gardes). Der Kaiser, der schon am Code civil seine überragende Fähigkeit für die praktische Jurisprudenz gezeigt hatte, griff die Vorschläge auf, und tat etwas, was nur Napoleon wagen konnte; er setzte sich über das Dogma des Verbotes aller Zunfteinrichtungen souverän hinweg und am 18. März 1806 wurde das Ergebnis der Beratungen als "Loi portant établissement d'un Conseil de Prud'hommes à Lyon" verabschiedet. Bemerkenswert erscheint der Umstand, dass auch nach außen mit der gewählten Bezeichnung an eine Institution angeknüpft wurde, die bis zur Aufhebung der Zünfte durch die revolutionäre Gesetzgebung von 1791 die Einhaltung der Zunftbestimmungen zu überwachen hatte und die Streitigkeiten unter den Mitgliedern schlichtete oder im streitigen Verfahren entschied. Durch das Zusammenwirken von Kaufleuten/Verlegern mit den auf der Produktionsseite beteiligten Vorarbeitern bzw. selbständigen Handwerkern wurde so das bestehende frühe Zunft-/Arbeitsrecht fortgeschrieben, das sich unabhängig von der Rechtswissenschaft und der staatlichen Justiz herausgebildet hatte.
Zur Erleichterung der Beilegung von anhängigen Streitigkeiten hatte man das Gericht zweigeteilt und ein sog. "Vergleichsbüro" ("bureau de conciliation") dem streitigen Verfahren vorgeschaltet. Dort waren je ein Unternehmer und ein Werkmeister anwesend, denen die betreffenden Fälle vorgetragen wurden. Konnten sich die Parteien in der Vergleichsstation nicht einigen, wurde die Sache zur Entscheidung vor das "Hauptbüro" ("bureau général") gebracht, das in der Besetzung von mindestens fünf Richtern entschied.
Die neue Institution erwies sich von Beginn an als überaus erfolgreich. Bis zum Jahre 1813 errichtete man 38 Gerichte in Frankreich und dehnte die Gesetzgebung auch auf die neuen im Frieden von Lunéville erworbenen deutschen linksrheinischen Gebiete aus, die seit 1802 direkt zum Kaiserreich gehörten. Auf dem rechten Rheinufer war für das Großherzogtum Berg nach der Genehmigung durch die Pariser Zentrale am 17. Dezember 1811 ebenfalls ein Gesetz erlassen worden, das die Errichtung von Conseils de Prud´hommes vorsah. Es kam aber nicht mehr zur Anwendung.

##### Die Rheinischen Gewerbegerichte
Nach der Niederringung Napoleons und der Eingliederung der Rheinprovinz in den Preußischen Staatsverband durch die Vereinbarungen auf dem Wiener Kongress im Jahre 1815 verfügte die königliche Kabinettsordre vom 19. November 1818 die Beibehaltung des französischen („Rheinischen“) Rechts auf der Grundlage der französischen Gerichtsverfassung. Damit ermöglichte sie zugleich der im Jahre 1806 auf Initiative Napoleons in Frankreich eingeführten Arbeitsgerichtsbarkeit („Conseils de Prud´hommes“) das Überleben in der Rheinprovinz und ebnete ihr in Form der sog. „Rheinischen Fabriken-/Gewerbegerichte“ den entscheidenden Durchbruch zur Arbeitsgerichtsbarkeit in ihrer heutigen Ausprägung.
Allerdings blieb die Institution der Prud'hommes/Fabriken-Gewerbegerichte zunächst ohne größere Resonanz in der Praxis. Regeneriert wurde sie von Carl Quentin, dem es als Assessor und späteren Regierungsrat gelang, führende Unternehmer, die die soziale und sozialpolitische Entwicklung mit Sorge betrachteten, für das Ziel einer eigenständigen Gewerbegerichtsbarkeit zu gewinnen. Insbesondere die Zusammenarbeit mit Friedrich von Diergardt, einem erfolgreichen Kaufmann, der seit 1830 Inhaber eines bedeutenden Verlagsunternehmens/Seidenfabrik in Viersen war, brachte mit der Einrichtung des „Fabrikengerichts“ in (Mönchen-)Gladbach (20. Nov. 1835) den Durchbruch für die Idee, die durch die Tatkraft von Quentin auch auf der rechten Rheinseite des Regierungsbezirkes Düsseldorf im Jahre 1840 zur Einrichtung von Gerichten im rechtsrheinischen Industriedreieck führte (Barmen, Elberfeld, Lennep, Remscheid und Solingen). Es folgten schließlich Krefeld (1841), Burscheid (1843) und Düsseldorf (1844). Nur ein einziges Gericht, das zu Mühlheim a. Rhein (1857), ging nicht auf die Initiative von Quentin zurück.
Quentin gelang es in dem hochindustrialisierten Rheinland durch das Zusammenwirken von hohen Beamten und führenden Unternehmern das Dogma der in der Berliner Zentrale besonders nachhaltig verfochtenen Gewerbefreiheit auf dem Gebiet der "Arbeitsgerichtsbarkeit" aufzubrechen. Unbeirrt hielten sie an ihrem Konzept einer zwischen Kapital und Arbeit ausgleichenden Instanz fest. Man wusste, dass der gegebene Spielraum dafür eng bemessen blieb, nicht zuletzt deshalb, weil er auf dem historischen Zufall der französischen Erbschaft beruhte. In Düsseldorf steuerte man deshalb unter der Führung Quentins zwischen einer bisweilen doktrinär, bisweilen unsicher handelnden Ministerialverwaltung und den oftmals hinhaltend taktierenden Landräten einen Kurs, der den Bestand einer justizfremden Organisation möglichst zu stabilisieren suchte.
Entscheidend für den Erfolg der frühen Rheinischen Fabriken-/Gewerbegerichte waren folgende Elemente:
Das einfache Verfahren: Eine Klage konnte von jedem Fabrikkaufmann, Vorsteher einer Werkstatt, Werkmeister, Färber, Arbeiter, Geselle oder Lehrling erhoben werden, soweit sich die Angelegenheit sich in der besprochenen Weise auf ein "Arbeitsverhältnis" bezog.
Zur Einleitung des Verfahrens bedurfte es lediglich eines schriftlichen oder mündlichen Antrages bei dem Sekretär des Gerichts, um die Gegenpartei, die nach Namen, Stand und Wohnort zu bezeichnen war, vor das Vergleichsbüro laden zu lassen. Die Vorladung war dem Beklagten in seiner Wohnung zuzustellen. Wenn er nicht mehr als drei Meilen "oder fünf Stunden entfernt" wohnte, hatte er am übernächsten Tage persönlich im Vergleichsbureau zu erscheinen. Bei größeren Entfernungen war ihm ein weiterer Tag als Frist zugegeben.
Der Leitgedanke des gesamten Verfahrens war in Art 36 des Dekretes vom 11. Juni 1809 niedergelegt:
„Die Parteien werden zuerst contradictorisch gehört. Das besondere Bureau [Vergleichsbureau] unterläßt nichts, um den Vergleich zu erzielen; [....].“
Tatsächlich bildeten die Vergleichsbureaus mit ihren außerordentlich hohen Vergleichsquoten das Kernstück der Gewerbegerichte. Insgesamt wurden je nach Gericht zwischen 42 % und 76 % der anhängig gemachten Sachen vor dem jeweiligen Vergleichsbureau erledigt.
Wie seit jeher in der zünftigen und gewerblichen Sonderordnung blieben Anwälte als Vertreter der konkurrierenden staatlichen Rechtsordnung im gewerbegerichtlichen Verfahren ausgeschlossen.
Die Schnelligkeit des Verfahrens: Ausschlaggebend war auch die Schnelligkeit des Verfahrens. Mehr als die Hälfte der anhängig gemachten Sachen wurde vor dem Vergleichsbureau in einem einzigen Termin erledigt. Konnten die Parteien sich nicht einigen und wurden in das Hauptbureau verwiesen, kam es auch dort in 70 % aller Fälle nur zu einem Termin. In 18 % der Fälle waren zwei Termine nötig. Allerdings nahmen mit den Jahren die kurzen Verfahren deutlich ab. 1842 wurden 92 % der Klagen in weniger als 10 Tagen entschieden. 1891 waren es nur noch 40 % der anhängigen Sachen, die in diesem Zeitraum erledigt wurden.
Die Kosten für eine Rechtsverfolgung: Die Kosten waren so moderat, dass sie die Arbeitnehmer nicht davon abhielten, ihre Ansprüche geltend zu machen. Die Kosten betrugen für einen Weber etwa einen Tagelohn (9–12 Groschen), für eine Hilfskraft das Doppelte. Fanden sich die Parteien ohne Ladung, d. h. freiwillig, vor dem Vergleichsbureau ein, blieb das Verfahren ohne jede finanzielle Belastung für die Beteiligten.
Die Klagequote der Arbeitnehmerseite: Ein Gradmesser des Vertrauens in die gesellschaftliche Selbstregulierung ist in der kontinuierlich ansteigenden Klagequote der Arbeitnehmerseite zu sehen. Eine Auswertung der Vergleichs- und Spruchpraxis für das Wuppertaler Gewerbegericht ergab, dass bereits 1842 die Zahl der Arbeitnehmerklagen mit 41,5 % knapp über den Klagen lag, die von den Arbeitgebern angestrengt wurden. Im folgenden Jahr entfielen dann aber schon 55,8 % der Klagen auf die Arbeitnehmer, um dann 1855 auf 57 % zu steigen. Die Quote der klagenden Arbeitnehmer kletterte sodann dramatisch auf 89 % im Jahre 1891. Bei dieser Quote, die ganz überwiegend der Arbeitnehmerseite entstammte, stellte sich aber auch die Unternehmerseite auf die Rechtsprechung ein und suchte bereits bei Vertragsschluss und im Falle einer Auseinandersetzung eine Verurteilung zu vermeiden.
Für das 19. Jahrhundert kann damit der Beginn einer Entwicklung aufgezeigt werden, die dann nach der Verabschiedung des Gewerbegerichtsgesetzes von 1890 in der Statistik des 20. Jahrhunderts ihre Bestätigung fand. Im Jahre 1900 standen im Deutschen Reich den 99.000 Arbeitnehmerklagen 8000 Klagen gegenüber, die von Arbeitgebern erhoben wurden. Jastrow hat demgemäß im Jahre 1902 das neue Gewerbegerichtsgesetz als "Magna Charta des deutschen Arbeiters" bezeichnet und davon gesprochen, dass es im öffentlichen Leben keine staatliche Einrichtung gebe, an der "die Arbeiterwelt mit solcher Liebe, ja schwärmerischer Verehrung hänge".
Mit Max Weber, wie auch mit Douglass C. North und seiner „Theorie des institutionellen Wandels“, ist davon auszugehen, dass die Industrielle Revolution weniger mit dem technischen Wandel als mit den verringerten Transaktionskosten und einer damit zusammenhängenden verbesserten Kontrolle der Arbeitskräfte zusammenhing. Was für die Ära der „guten Policey“ als Methode einer Erziehung durch Aushandeln, beständiges Nachsetzen und Überreden anhand des Vorbildes „aller billig und gerecht Denkenden“ galt, das wurde für die systemstabilisierenden und legitimierenden Normen vor den Gewerbegerichten zehntausendfach eingeübt. Unter Berufung auf die Vertragstreue und mit Hilfe bestimmter Rechtsinstitute fand hier in formal geregelten Abläufen die massenhafte Einübung der Gesellschaft in „Recht“ statt. Den produktionstechnischen und zugleich ethisch-sozialen Normen hatten sich i. S. einer „moral economy“ auch die Arbeitgeber als Wettbewerber zu unterwerfen, wenn sie nicht das ganze System einer Verminderung der Transaktionskosten gefährden wollten. Nur so ist es erklärlich, dass in 75 % der untersuchten Fälle im Hauptbureau die Beklagten, d. h. ganz überwiegend die Unternehmer, persönlich vor dem Elberfelder Gericht erschienen. Für das 19. Jahrhundert stellte dieses erzwingbare Aufeinandertreffen zweier Klassen, das im Belieben des Klägers, d. h. (auch) des Arbeitnehmers stand, einen außerordentlichen Vorgang dar, der keine Parallele in der Gesellschaftsgeschichte kennt. Schon allein die unverzügliche Ladung mit der notwendigen Rechtfertigung des Beklagten, die auf einen bloßen, mündlich gestellten Antrag erfolgte, kann in ihrer Wirkung kaum überschätzt werden. Dies gilt insbesondere dann, wenn man berücksichtigt, dass zu der Vergleichsquote von durchschnittlich 60 % zusätzlich noch eine Quote von etwa 67 % obsiegender Entscheidungen für die Klägerseite im Hauptbureau hinzuzurechnen ist.
Zu der Erziehungs- und Disziplinierungsfunktion, die insofern auch die Arbeitgeberseite traf, trat die Transformationsfunktion der Gewerbegerichte. Sie halfen der Kapitalseite bei der Organisation, beruflicher Formation und Überleitung der auf dem Arbeitsmarkt beschafften Arbeitskräfte in konkrete Arbeit und bildeten insofern für die Unternehmer den Fixpunkt eines strategischen Netzwerkes, das die Arbeiter, aber auch die Unternehmer sozialisierte, kontrollierte und sedierte. Durch eine Kooperation der Gerichte wurden außerdem gleiche Konkurrenzbedingungen auf dem Arbeits- und Absatzmarkt gesichert. Insofern sollte man die Arbeitsgerichtsbarkeit als Instrument der sozialen Befriedung nicht nur durch eine rosarote Brille sehen.
Insgesamt wurde in den frühen Gewerbegerichten die Ordnung des Arbeitslebens durch das Recht der Sonderordnung garantiert und erst in zweiter Linie durch eine staatliche Rahmenordnung, die für die Parteien weitgehend eine terra incognita war. Mit dem institutionellen Rahmen der Gewerbegerichte, die in mancher Beziehung noch im Ançien Régime wurzelten, wurden demgegenüber die entsprechenden „Erwartungen“ der Beteiligten aus der Arbeitswelt garantiert, kanalisiert und im Laufe der Zeit auch mehr und mehr dirigiert. Insofern war die Arbeits-/Gewerbegerichtsbarkeit bis zuletzt ein Ausdruck von Staatsferne und auch ein Ausdruck des Widerstandes gegen eine Sozialdisziplinierung von oben. Als solche verstand man offensichtlich auch das praxisferne und instrumentell gänzlich unzureichende Zivilrecht. Wenn Bewer 1925 in einer Rückschau die frühen deutschen Gewerbegerichte im Gegensatz zu den ordentlichen Gerichten als „Vertrauensgerichte“ bezeichnete,4 so traf er damit den Kern des Problems. Die gewerblich Beschäftigten waren immer noch in einer anderen als der staatlichen Rechtsordnung zu Hause. Der staatlichen Normsetzung wurde die Prinzipien von Schlichtung und Vergleich entgegengesetzt, die bis zum heutigen Tage strukturelle Merkmale der deutschen und europäischen Arbeitsgerichtsbarkeit geblieben sind.

##### Das Gewerbegerichtsgesetz von 1890
Mit dem Erlass des Gewerbegerichtsgesetzes von 1890, das sich in wesentlichen Grundzügen an der Rheinischen Gewerbegerichtsbarkeit orientierte, war es nunmehr für die Gemeinden möglich, Gerichte zur Entscheidung in Arbeitsstreitigkeiten zu errichten. Der entscheidende Unterschied bestand jedoch darin, dass neben einem Berufsrichter ehrenamtliche Beisitzer (regelmäßig zwei) den Spruchkörper bildeten, in dem nun die Arbeitnehmer gleichberechtigt vertreten waren. Während der Vorsitzende von der Gemeinde- bzw. Verbandsvertretung gewählt wurde, waren die Beisitzer paritätisch aus der Gruppe der Arbeitnehmer und Arbeitgeber zu entsenden. Der vorsitzende Berufsrichter musste nicht über die rechtswissenschaftliche Befähigung zum Richteramt verfügen. Mit dem gleichberechtigten Stimmrecht aller Mitglieder des Gerichts schrieb man damit die Tradition der jahrhundertealten Laiengerichtsbarkeit in Arbeitsrechtssachen fort, die sich bis in die heutige Verfassung der Arbeitsgerichte und Landesarbeitsgerichte erhalten hat.
Auch die Nachfolger der Rheinischen Gewerbegerichte waren ein rechtsprechendes Erfolgsprodukt. Im Jahre 1900 bestanden bereits 316 Gewerbegerichte. Sie wiesen, wie ihre Vorgänger, nach kurzer Zeit eine imponierende Bilanz auf. Im Jahre 1912 waren von 120.380 anhängigen Arbeitsrechtssachen 48.661 verglichen worden, 3.407 hatten sich durch Verzicht erledigt (306 ZPO), 10.446 durch Anerkenntnis, 12.848 durch Versäumnisurteil. Für ganze 17.558 Sachen gab es ein streitiges Endurteil. Von diesen wurden 4.811 in weniger als einer Woche, 5.531 innerhalb von weiteren vierzehn Tagen, 4.935 innerhalb von nochmals vierzehn Tagen erledigt. In 2.264 Sachen dauerte es einen bis drei Monate und nur bei 317 Sachen mehr als drei Monate.

##### Das Arbeitsgerichtsgesetz von 1926

###### Revolution und Aufbruch
Die Rechtswissenschaft machte sich nur zögernd auf, diese imponierende Spruchpraxis zu systematisieren und damit eine Brücke zur Sonderordnung zu schlagen. Obwohl große Gruppen von Arbeitnehmern von den Gewerbegerichten und Kaufmannsgerichten ausgeschlossen waren und zur ordentlichen Justiz ressortierten, hatte man dort selbst nach der Jahrhundertwende die Chance nicht wahrgenommen, ein konkurrierendes Produkt zu entwickeln. Es fehlte in Spruchpraxis und Rechtswissenschaft nicht nur an der Entwicklung entsprechender Rechtsinstitute, wie sie in den sechziger Jahren des 19. Jahrhunderts so glänzend für das Handelsrecht gelungen war.. Man hatte sich in der Justiz noch nicht einmal die Mühe gemacht, die in den gewerblich-arbeitsrechtlichen Bereich einschlagenden Fälle statistisch zu erfassen. Als nach dem Kriege die Gewerbe- und Kaufmannsgerichte umfangreiches Material zu ihrer gelungenen Arbeit vorlegten, standen Justiz und die sie unterstützende Rechtswissenschaft mit leeren Händen da. Aber man weigerte sich konsequent, die Binde von den Augen zu nehmen und die anstehenden Probleme zu erfassen. Stattdessen hatten im Sommer 1914 einzelne Justizkreise mit Hilfe des Ermächtigungsgesetzes vom 4. August 1914 versucht, die Gewerbe- und Kaufmannsgerichte abzuschaffen. Insofern war es nur folgerichtig, dass eine Regierung, die 1919 aus einer Revolution gegen die bisherige Ordnung hervorgegangen war, nunmehr der konkurrierenden Rechtsordnung und ihrer Gerichtsbarkeit zum Durchbruch verhelfen wollte. Bereits der am 12. November 1918 ergangene Aufruf des Rats der Volksbeauftragten „An das Deutsche Volk“ hatte unter den Zielen der Revolution auch arbeitsrechtliche Forderungen aufgeführt und die Weimarer Reichsverfassung bekräftigte nach Übertragung der arbeitsrechtlichen Gesetzgebungskompetenz auf das Reich in Art. 7 Nr. 9 den Stellenwert der Materie durch den Wortlaut von Art. 157 Abs. 1 der Verfassung: „Die Arbeitskraft steht unter dem besonderen Schutz des Reiches.“
Im Zuge der Arbeiten für das in Aussicht genommene einheitliche Arbeitsrecht schlug der für die Arbeitsbehörden und Arbeitsgerichte zuständige Unterausschuss IV bereits im Sommer 1919 die Errichtung von selbständigen Arbeitsgerichten vor, die an die Verwaltung angebunden sein sollten. Der darauf fußende Entwurf von 1921 ging erstmals von einer Arbeitsgerichtsbarkeit aus. 1923 folgte dann der im Reichsarbeitsblatt publizierte Regierungsentwurf, der am 23. Dezember 1926 als Arbeitsgerichtsgesetz verkündet wurde und am 1. Juli 1927 in Kraft trat.

#### Die eigenständige Arbeitsgerichtsbarkeit
Grundsätzlich kann man feststellen, dass die Weichenstellungen des Gesetzes von 1926 bis heute ihre Gültigkeit behalten haben. In der Literatur wird denn auch die Kontinuität zwischen dem Arbeitsgerichtsgesetz von 1926 und dem Arbeitsgerichtsgesetz von 1953 durchweg unterstrichen. Damals wie heute war die Zuständigkeit in § 2 enumerativ geregelt, im Gesetz von 1926 allerdings etwas enger. Es schrieb die Eigenständigkeit der Arbeitsgerichte fest, obwohl sie reinrassig nur die Gerichte erster Instanz erfasste. Innerhalb des dreistufige Instanzenzuges blieben die Landesarbeitsgerichte bei den Landesgerichten angebunden und das Reichsarbeitsgericht war als Revisionsinstanz ein Teil des Reichsarbeitsgerichts.2
Die Zurückhaltung, die sich die neue Gerichtsbarkeit gegenüber der ordentlichen Justiz bei der Einlegung von Berufung und Revision auferlegte, spiegelte sich auch in der Ressortierung. Die Gewerbeverwaltung, die sich seit dem Ende des 18. Jahrhunderts für die vielfältigen Formen der Streitschlichtung im gewerblichen Bereich eingesetzt hatte und die nach dem Ende der napoleonischen Herrschaft das Überleben der Prud’hommes als Keimzelle der deutschen Arbeitsgerichtsbarkeit ermöglicht hatte, blieb entscheidend beteiligt. § 1 des Arbeitsgerichtsgesetzes bestimmte: „Arbeitsgerichtsbehörden sind: Die Arbeitsgerichte, die Landesarbeitsgerichte, das Reichsarbeitsgericht.“ Damit war noch in der Bezeichnung „Arbeitsgerichtsbehörden“ („-behörden“!) etwas von der frühen Programmatik erkennbar, wie sie etwa der spätere Justizminister Gustav Radbruch auf dem Görlitzer Parteitag der SPD im September 1921 formuliert hatte: „Unsere ordentlichen Gerichte stehen unter dem Grundsatz der Trennung von Justiz und Verwaltung. Der Vorzug des Gewerbe- und Kaufmannsgerichts ist aber gerade die Verbindung von Justiz und Verwaltung, ist der Umstand, daß der Richter des Kaufmanns- und Gewerbegerichts zugleich mitten in der kommunalen Verwaltung, in engster Beziehung zur Arbeitsverwaltung, zum brausenden Leben steht“.
Dass von den Befürwortern der eigenständigen Arbeitsgerichtsbarkeit niemand unter die Fittiche der Justiz wollte, sondern dass der Vorsitzende des federführenden Reichstagsausschusses, der erfahrene Gewerbegerichtsvorsitzende Landsberger, in dem ersten Entwurf von 1919 eine Anbindung an die Arbeitsämter durchsetzte, hatte seine Gründe. Es blieb bei den Sozialdemokraten unvergessen, dass nach dem hinhaltenden Widerstand der Konservativen gegen die Einrichtung von Gewerbegerichten erst der legendäre Bergarbeiterstreik an der Ruhr vom Mai 1889 den Weg zu den Gewerbegerichten freigemacht hatte, weil es damals keine Institution gab, die für eine Vermittlung geeignet gewesen wäre. Nicht zuletzt wegen der Anbindung an die Arbeitsverwaltung, die in den meisten Bundesländern erst gegen Ende des vorigen Jahrhunderts aufgehoben wurde, trauten die konservativen Kräfte der neuen Gerichtsbarkeit nicht so ganz. Die Berufungsgerichte und die Revisionsinstanz blieben der ordentlichen Gerichtsbarkeit angegliedert. Das Reichsarbeitsgericht sollte mit besonders besetzten Senaten des Reichsgerichts die Einheitlichkeit der Rechtsprechung in Arbeitssachen sicherstellen. Die dort tätigen Laienrichter wurden vom Reichsarbeitsminister im Einvernehmen mit dem Reichsjustizminister für die Dauer von drei Jahren berufen. Sie waren „in angemessenem Verhältnis“ aus den Vorschlagslisten auszuwählen, die von den Spitzenverbänden der wirtschaftlichen Vereinigungen der Arbeitgeber und der Arbeitnehmer sowie den öffentlichrechtlichen Arbeitgebern aufgestellt wurden.
In der Rückschau ist die Einrichtung der Arbeitsgerichte als Kompromiss einzustufen. Die Gewerkschaften hatten die Sondergerichtsbarkeit durchgesetzt und auch die Anwälte, wie in den Jahrhunderten zuvor, in der ersten Instanz von der Vertretung der Parteien ausgeschlossen. Hingegen war von den Arbeitgebern die umfassende, d. h. auch für die Entscheidung von Arbeitsstreitigkeiten zuständige Arbeitsbehörde verhindert worden.
Eine wichtige institutionelle Brücke zur Rechtswissenschaft ergab sich dann durch die Besetzung der neuen Arbeitsgerichte mit dem juristisch vorgebildeten Vorsitzenden nach dem Arbeitsgerichtsgesetz vom 23. Dezember 1926. Zugleich wurde mit diesem Gesetz unter Abweichung von der ZPO eine besondere Verfahrensordnung entwickelt, die auf die speziellen Gegebenheiten der arbeitsgerichtlichen Auseinandersetzungen zugeschnitten war. Grundlegend bis heute blieb die Trennung in Urteils- und Beschlussverfahren.

##### Wiederaufbau nach 1945
Nach der Besetzung Deutschlands durch die Alliierten wurden zunächst alle Gerichte geschlossen. Die ordentlichen Gerichte wurden schon bald wieder eröffnet, während die Arbeitsgerichte zunächst außer in Hamburg nicht wieder eingerichtet wurden, so dass arbeitsgerichtliche Streitigkeiten von den ordentlichen Gerichten erledigt werden mussten. Der Alliierte Kontrollrat verabschiedete im März 1946 das Kontrollratsgesetz Nr. 21, mit dem wieder eine gesetzliche Grundlage für Arbeitsgerichte geschaffen wurde. Die Arbeitsgerichtsbarkeit wurde völlig von der ordentlichen Gerichtsbarkeit getrennt und der Aufsicht und Verwaltung der Arbeitsbehörden (Arbeitsministerien, Landesarbeitsämter) unterstellt. Die Gerichte bestanden aus einem Vorsitzenden und je einem Beisitzer von Arbeitnehmer- und Arbeitgeberseite. Der Vorsitzende musste nicht Berufsrichter sein, sondern aufgrund seiner Ausbildung, seiner früheren Tätigkeit oder seiner Obliegenheiten in Arbeitnehmer- oder Arbeitgeberverbänden fähig sein, richterliche Aufgaben wahrzunehmen. Die Vorsitzenden wurden für drei Jahre bestellt, konnten aber wiederbestellt werden. Das Arbeitsgerichtsgesetz von 1926 sollte ohne die Änderungen der Nationalsozialisten weiter gelten, soweit nicht das Kontrollratsgesetz dem entgegenstand. Auf dieser Grundlage wurden ab Sommer bzw. Herbst 1946 in der britischen und der amerikanischen Zone Arbeitsgerichte eingerichtet, die Länder der französischen Zone folgten erst 1948 und 1949. In der sowjetischen Besatzungszone hatte die Sowjetische Militäradministration in ihrem Befehl Nr. 23 schon im Januar 1946 im Vorgriff auf das Kontrollratsgesetz die Errichtung von Arbeitsgerichten angeordnet, so dass dort zwischen März und Mai 1946 105 Arbeitsgerichte errichtet wurden.
Das Kontrollratsgesetz wurde in der Bundesrepublik 1953 durch ein neues Arbeitsgerichtsgesetz abgelöst, das die Unterstellung der Arbeitsgerichtsbarkeit als Fachgerichtsbarkeit unter die Arbeitsbehörden bestätigte und auch weiterhin Nicht-Volljuristen als Richter zuließ. Seit 1961 muss der Vorsitzende Berufsrichter sein.
In der DDR bestanden 1952 bis 1963 Arbeitsgerichte auf Kreis- und Bezirksebene. Nachdem diese 1963 in die Kreis- und Bezirksgerichte integriert worden waren, gab es keine gesonderten Arbeitsgerichte mehr. Arbeitsrechtliche Verfahren wurden von den Konfliktkommissionen und den Kreis- und Bezirksgerichten verhandelt. Nach der Wende wurden 1992/1993 in den neuen Ländern Landesarbeitsgerichte und Arbeitsgerichte errichtet.

## Spruchkörper
Besetzt ist der Spruchkörper beim Arbeitsgericht als Kammer mit einem vorsitzenden (hauptamtlichen) Richter und je einem „ehrenamtlichen Arbeitsrichter“ von Arbeitnehmerseite und Arbeitgeberseite. Diese beiden werden über Vorschlagslisten der Gewerkschaften und Arbeitgeberverbände bestimmt. Dabei hat jeder dieser drei Richter dasselbe Stimmengewicht. Urteile werden meist einstimmig gefasst, es gibt aber auch die Möglichkeit, dass ein Richter überstimmt wird.

## Zuständigkeit des Arbeitsgerichts

### Internationale Zuständigkeit
Die internationale Zuständigkeit folgt den allgemeinen Regeln des internationalen Zuständigkeitsrecht. Das Fehlen einer internationalen Zuständigkeit führt zur Unzulässigkeit der Klage, das Fehlen einer örtlichen oder Rechtswegzuständigkeit zur Verweisung an das örtlich zuständige (§ 48 ArbGG) bzw. rechtswegzuständige (§§ 17 ff. GVG) Gericht.

### Rechtswegzuständigkeit
Die Rechtswegzuständigkeit der Gerichte für Arbeitsrechtssachen ist in den §§ 2 bis § 5 ArbGG geregelt, wobei § 2a ArbGG eine Sonderregelung für das Beschlussverfahren enthält. § 5 ArbGG enthält einen arbeitsgerichtlichen Arbeitnehmerbegriff, der den §§ 2–4 ArbGG zugrunde zu legen ist. Man kann unterscheiden zwischen der allgemeinen Rechtswegzuständigkeit nach § 2 Abs. 1 ArbGG und den besonderen Rechtswegzuständigkeiten nach den § 2 Abs. 2 ArbGG, § 2 Abs. 3 ArbGG (Zusammenhangszuständigkeit, Zusammenhangsklage), § 2 Abs. 4 ArbGG und deren Weiterungen auf Rechtsnachfolger in § 3 ArbGG. Die gesetzliche Regelung ist abschließend. Nur in den Fällen des § 2 Abs. 2 und 4 ArbGG ist sie fakultativ.

### Sachliche Zuständigkeit
Das rechtswegzuständige Arbeitsgericht der ersten Instanz ist immer auch sachlich zuständig. Früher bestand Streit, ob die Abgrenzung zwischen der Arbeitsgerichtsbarkeit und der Zivilgerichtsbarkeit eine Frage der sachlichen oder der Rechtswegzuständigkeit ist. Seit dem GVG wird diese Frage als Rechtswegfrage behandelt, so dass man nicht mehr von einer sachlichen Zuständigkeit insoweit sprechen sollte.

### Örtliche Zuständigkeit
Die örtliche Zuständigkeit richtet sich nach § 46 Abs. 2, § 48 ArbGG, § 495 ZPO iVm. §§ 12 ff. ZPO.
Man muss zwischen dem allgemeinen und einem besonderen Gerichtsstand unterscheiden. Bei einem allgemeinen Gerichtsstand kann man immer klagen. Gibt es einen zusätzlichen besonderen Gerichtsstand, hat man ein Wahlrecht, das einmal ausgeübt, nicht mehr rückgängig gemacht werden kann.
Aufgrund des Gesetzes zur Änderung des Sozialgerichtsgesetzes und des Arbeitsgerichtsgesetzes vom 26. März 2008 wurde mit Wirkung zum 1. April 2008 ein neuer Gerichtsstand, der Gerichtsstand des Arbeitsortes eingeführt § 48 Abs. 1a ArbGG. Arbeitnehmer können seitdem eine Klage gegen ihren Arbeitgeber auch vor dem Arbeitsgericht erheben, in dessen Bezirk sie für gewöhnlich ihre Arbeit leisten. Soweit der Arbeitsort nicht gleichzeitig der Erfüllungsort ist, war dies bis dahin nicht möglich. Diese Regelung ist insbesondere für Außendienstmitarbeiter interessant, da diese ihren Arbeitgeber nun nicht mehr am Sitz des Unternehmens verklagen müssen. Der Anwendungsbereich dieser Vorschrift ist aber stärker limitiert, als es auf den ersten Blick erscheinen mag, so dass die grundsätzliche Intention des Gesetzgebers, dem Arbeitnehmer den Gang zu einem möglicherweise sehr weit entfernt liegenden Arbeitsgericht zu ersparen, nicht immer erreicht werden kann. § 48 Abs. 1a S. 1 ArbGG kann nur dann eingreifen, wenn sich ein Schwerpunkt der Arbeitsleistung in einem Gerichtsbezirk bestimmen lässt, ist aber schon dann nicht mehr einschlägig, wenn sich die Arbeitsleistung zwar wie häufig regional beschränkt aber über mehrere Arbeitsgerichtsbezirke verteilt, ohne das ein besonderer Schwerpunkt zu ermitteln ist. Bei § 48 Abs. 1a S. 2 ArbGG wird grundsätzlich auf den Ort abgestellt, von dem der Arbeitnehmer seine Tätigkeit gewöhnlich ausübt, also z. B. dem Wohnsitz des Arbeitnehmers. Grundvoraussetzung dafür ist aber, dass dort zumindest auch Arbeitsleistungen erbracht werden, was zu verschiedenen Ergebnissen führen kann.

## Verfahren
Das Verfahren ist ähnlich dem Zivilprozess aufgebaut. Gemäß § 46 Abs. 2 ArbGG und § 495 ZPO sind die Vorschriften über das Verfahren vor den Amtsgerichten entsprechend anzuwenden, wobei für das arbeitsgerichtliche Verfahren meist kürzere Fristen gelten. Schiedsgerichte (§§ 1025 ff. ZPO) sind jedoch weitgehend ausgeschlossen.
Zu unterscheiden sind das Urteilsverfahren und das Beschlussverfahren als zulässige Verfahrensarten.

### Urteilsverfahren
Hierbei sind sämtliche individualrechtliche Verfahren (§ 2 ArbGG) anhängig. In der Regel sind dies Rechtsstreitigkeiten zwischen Arbeitgebern und Arbeitnehmern wegen Angelegenheiten aus dem Arbeitsverhältnis und zwischen Arbeitgeberverbänden und Gewerkschaften. Die Parteien bestehen aus Kläger und Beklagtem. Das Verfahren wird durch schriftliche Klageerhebung oder durch Protokoll erhobene Klage bei der Geschäftsstelle des zuständigen Arbeitsgericht eingeleitet. Nach Eingang der Klage bei Gericht bestimmt der Vorsitzende einen Termin zur Güteverhandlung. Nach § 61a Abs. 2 ArbGG soll dieser bei Kündigungsverfahren zwei Wochen nach Eingang der Klage stattfinden. Im Gütetermin erörtert der Vorsitzende der zuständigen Kammer mit beiden Parteien das gesamte Streitverhältnis unter Würdigung aller Umstände, § 54 Abs. 1 ArbGG. Er kann dabei zur Aufklärung des Sachverhalts alle Handlungen vornehmen, die zu einer gütlichen Einigung führen können.
Kommt eine gütliche Einigung während der Güteverhandlung nicht zustande oder erscheint eine Partei nicht zum Termin, so schließt sich die weitere streitige Verhandlung an. In aller Regel wird aber ein weiterer Termin bestimmt. Die streitige Verhandlung einschließlich Beweisaufnahme findet im Kammertermin statt. Hierbei ist die Kammer mit dem Vorsitzenden und zwei ehrenamtlichen Richtern besetzt. Die Klageentscheidung ergeht durch Urteil der Kammer. War eine Partei bei der streitigen Verhandlung nicht anwesend, ergeht auf Antrag der anderen Partei ein Versäumnisurteil.

#### Rechtsmittel im Urteilsverfahren
Gegen das Urteil des Arbeitsgerichts kann Berufung eingelegt werden, wenn die Berufungssumme 600 Euro übersteigt oder es sich um eine Berufung über das Bestehen, Nichtbestehen oder die Kündigung eines Arbeitsverhältnisses handelt. Die frühere Unterscheidung zwischen vermögensrechtlichen und nicht vermögensrechtlichen Streitigkeiten wurde aufgehoben. Das Arbeitsgericht kann auch unabhängig vom Beschwerdewert die Berufung zulassen, § 64 Abs. 2 ArbGG, z. B. bei grundsätzlicher Bedeutung der Rechtssache, vgl. MünchAR, Brehm, § 391 Rn. 3 c, 2. Auflage.
Nach § 72 Abs. 1 ArbGG kann gegen das Endurteil des Landesarbeitsgericht (LAG) das Rechtsmittel der Revision eingelegt werden, wenn sie in dem Urteil des LAG oder in einem Beschluss des Bundesarbeitsgerichts (BAG) nach § 72a Abs. 5 Satz 2 ArbGG zugelassen wurde. Das LAG hat die Revision zuzulassen, wenn die Rechtssache grundsätzliche Bedeutung hat und somit der Rechtsfortbildung dient. Die Revision ist auch dann zuzulassen, wenn die Entscheidung des LAG z. B. von einer Entscheidung des BAG abweicht, § 72 Abs. 2 Nr. 2 ArbGG.
Nach § 76 ArbGG ist die Sprungrevision zulässig, wenn der Prozessgegner schriftlich zustimmt und sie vom Arbeitsgericht auf Antrag im Urteil oder nachträglich durch Beschluss des Arbeitsgerichts zugelassen wird. Das BAG kann das Urteil des LAG nur auf Rechtsfehler hin überprüfen, § 73 ArbGG. Das BAG kann somit abschließend entscheiden oder den Sachverhalt zur weiteren Klärung und erneuten Verhandlung an das LAG zurückverweisen.

### Beschlussverfahren
Das Beschlussverfahren, §§ 80 ff. ArbGG, kommt nach § 2a Abs. 1 Nr. 1 ArbGG für Rechtsstreitigkeiten aus dem Betriebsverfassungsgesetz, dem Sprecherausschussgesetz, den Mitbestimmungsgesetzen und Entscheidungen über die Tariffähigkeit und Tarifzuständigkeit von Vereinigungen zur Anwendung. Hier spricht man von kollektivrechtlichen Verfahren. Der Antrag ist beim zuständigen Arbeitsgericht schriftlich einzureichen oder mündlich zur Niederschrift einzubringen. Beteiligte sind auf der einen Seite der Antragsteller und auf der anderen der Antragsgegner.
Das Arbeitsgericht erforscht den Sachverhalt im Rahmen der gestellten Anträge von Amts wegen. Die Beteiligten haben an der Aufklärung des Sachverhalts mitzuwirken. Nach § 84 ArbGG entscheidet das Gericht nach seiner freien, aus dem Gesamtergebnis des Verfahrens gewonnenen Überzeugung. Der Beschluss ist schriftlich abzufassen. Nach § 85 ArbGG findet aus rechtskräftigen Beschlüssen durch die einem Beteiligten Verpflichtungen auferlegt werden die Zwangsvollstreckung statt. Nach § 85 Abs. 2 ArbGG ist der Erlass einer einstweiligen Verfügung zulässig.

#### Rechtsmittel im Beschlussverfahren
Gegen den Beschluss des Arbeitsgerichts kann binnen Monatsfrist die Beschwerde beim Landesarbeitsgericht (LAG) eingelegt werden, analoge Anwendung des § 66 Abs. 1 S. 1 ArbGG. Gegen Beschlüsse des Landesarbeitsgerichts kann Rechtsbeschwerde beim Bundesarbeitsgericht (BAG) eingelegt werden. Hierbei gelten die gleichen Verfahrensgrundsätze wie beim Urteilsverfahren, z. B. grundsätzliche Bedeutung der Rechtssache oder abweichende Entscheidungen.

## Kosten

### Gerichtskosten
Besondere Regeln gelten auch für die Kosten des Arbeitsgerichtsverfahrens (§ 12 ArbGG).
In Verfahren vor den Gerichten für Arbeitssachen werden Gerichtskosten erhoben. Gesetzliche Grundlagen sind das Gerichtskostengesetz (GKG) und die Justizverwaltungskostenordnung (JVKostO).
Gerichtskosten sind die gerichtliche Verfahrensgebühr – abzugrenzen von der anwaltlichen Verfahrensgebühr – und die gerichtlichen Auslagen.
Die Verfahrensgebühr (Teil 8 GKG) ist ein pauschalierter Betrag, dessen Höhe sich nach dem Streitwert bemisst. Streitwert ist der Betrag, um den gestritten wird. Ergibt sich der Streitwert nicht aus dem Klageantrag, wird er vom Gericht festgesetzt. In Kündigungssachen beträgt der Streitwert höchstens 3 Monatsverdienste.
Die gerichtliche Verfahrensgebühr gilt pauschal das gesamte Verfahren ab, das heißt, sie ist unabhängig von der Dauer oder Schwierigkeit des Verfahrens.
Wird das Verfahren durch einen gerichtlichen oder dem Gericht mitgeteilten Vergleich beendet, entfällt die Verfahrensgebühr („Vergleich“ nennt man einen Vertrag, bei dem jede Prozesspartei nachgegeben hat). Die Prozessparteien müssen sich dann nur noch einigen, wer die gerichtlichen Auslagen (so welche angefallen sind) zu tragen hat. Gleiches gilt für eine Klagerücknahme vor streitiger Verhandlung. Nach streitiger Verhandlung ermäßigt sie sich auf die Hälfte. Einigt man sich also im Gütetermin, bleibt das Verfahren in der Regel kostenlos, weil die Verfahrensgebühr entfallen ist und nennenswerte gerichtliche Auslagen bisher nicht angefallen sind.
Gerichtliche Auslagen können sein: Entschädigung von Zeugen, Vergütung von Sachverständigen, Kopierkosten für zu wenig eingereichte Duplikate etc. Dieser Punkt ist nicht zu unterschätzen, denn es gibt durchaus Fälle, in welchen die gerichtlichen Auslagen die Verfahrensgebühr bei weitem übersteigen können (z. B. Sachverständigengutachten, Anreise eines Zeugen aus dem Ausland etc.).
Kostenschuldner der Gerichtskosten ist zunächst der Antragsteller (§ 2 Abs. 1 GKG), bei gerichtlicher Entscheidung die in die Kosten verurteilte Prozesspartei, § 29 Ziff. 1 GKG (entsprechend dem Maß ihres Unterliegens); weiterhin auch die Prozesspartei, die sie durch schriftliche Erklärung gegenüber dem Gericht übernommen hat, § 29 Ziff. 2 GKG (z. B. bei Vergleich).
Bei den Gerichten für Arbeitssachen besteht jedoch keine Kostenvorschusspflicht. Die Kosten werden erst nach Beendigung des Verfahrens erhoben. Fälligkeit der Kosten tritt auch ein bei sechsmonatiger Aussetzung, Ruhen, Unterbrechung oder Nichtbetreiben des Verfahrens (§ 9 Abs. 2 GKG).
Prozessparteien, die außerstande sind, ohne Beeinträchtigung ihres notwendigen Lebensunterhalts die voraussichtlichen Prozesskosten zu bestreiten, kann auf Antrag Prozesskostenhilfe gewährt werden. Voraussetzung ist allerdings, dass das Verfahren nicht mutwillig angestrengt wurde und die beabsichtigten Rechtsverfolgung hinreichende Aussicht auf Erfolg bietet (§ 11a ArbGG in Verbindung mit §§ 114 ff. ZPO).

### Anwaltskosten
Vor den Arbeitsgerichten besteht kein Anwaltszwang, das heißt die Prozessparteien können sich dort selbst vertreten (anders dann vor dem Landesarbeitsgericht und dem Bundesarbeitsgericht); vgl. § 11 ArbGG. Eine gerichtliche Beiordnung eines Anwaltes kann aber im Einzelfall unter den Voraussetzungen des § 11a ArbGG erfolgen. Statt eines Rechtsanwalts kann in den beiden unteren Instanzen auch ein Gewerkschaftssekretär auftreten, vor dem Bundesarbeitsgericht muss der Vertreter Volljurist sein, aber nicht zwingend als Rechtsanwalt zugelassen.
Wenn ein Anwalt eingeschaltet wird, sind die dann entstehenden Anwaltsgebühren im Arbeitsrecht im Regelfall Wertgebühren nach § 13 des Rechtsanwaltsvergütungsgesetzes (RVG), bemessen sich also nach dem Gegenstandswert (außergerichtlich), bzw. Streitwert (gerichtlich) (§ 22 RVG). Die einzelnen Gebührentatbestände richten sich nach Teil 3 des Vergütungsverzeichnisses zum RVG (VV RVG).
§ 12a ArbGG sieht als Besonderheit und abweichend vom Zivilprozess vor, dass die jeweiligen eigenen Anwaltsgebühren der Streitparteien im Wesentlichen von der jeweiligen Prozesspartei selbst zu tragen sind, unabhängig davon, wie das Verfahren ausgeht. Man zahlt also den eigenen Anwalt auch dann, wenn man den Prozess gewinnt. Diese besondere Kostenregelung gilt jedoch nur für die 1. Instanz vor dem Arbeitsgericht; allerdings auch für außergerichtlich entstandene Anwaltskosten. In der Berufungs- und in der Revisionsinstanz werden auch die Anwaltsgebühren je nach Obsiegen oder Unterliegen zwischen den Prozessparteien aufgeteilt.
Bei entsprechender Bedürftigkeit kann aber außergerichtlich Beratungshilfe und im Prozess Prozesskostenhilfe (vgl. auch § 11a ArbGG) in Anspruch genommen werden.

## Instanzenzug

Gerichtsorganisation in Deutschland (Makroebene)

Mit der Neustrukturierung der Arbeitsgerichtsbezirke besteht der Instanzenzug seit dem 1. Januar 2023 aus 106 Arbeitsgerichten, 18 Landesarbeitsgerichten und dem Bundesarbeitsgericht, das seinen Sitz in Erfurt hat.

### 1. Instanz: Arbeitsgericht
Die Entscheidungen der ersten Instanz ergehen durch einen Vorsitzenden (Berufsrichter) und zwei ehrenamtliche Richter, die aus den Kreisen der Arbeitnehmer und Arbeitgeber bestellt werden. Es können nach § 17 Abs. 2 S. 1 ArbGG Fachkammern, z. B. für das Handwerk, gebildet werden. Gegen Urteile des Arbeitsgerichts ist die Berufung zum Landesarbeitsgericht möglich, ebenso entscheidet das Landesarbeitsgericht bei Beschwerden über Beschlüsse des Arbeitsgerichts. Im Urteils- oder Beschlussverfahren vor dem Arbeitsgericht können die Beteiligten selbst auftreten oder sich durch einen Vertreter der Gewerkschaften (Arbeitnehmer) oder Arbeitgeberverbänden (Arbeitgeber) wie auch einen Rechtsanwalt vertreten lassen, § 11 ArbGG. Kammerrechtsbeistände (§ 209 BRAO) sind im Verfahren vor dem Arbeitsgericht nach § 3 Absatz 1 RDGEG den Rechtsanwälten gleichgestellt.

### 2. Instanz: Landesarbeitsgericht
In den Ländern ist jeweils ein Landesarbeitsgericht eingerichtet, lediglich Nordrhein-Westfalen (drei Landesarbeitsgerichte) und Bayern (zwei Landesarbeitsgerichte) weichen davon ab. Berlin und Brandenburg haben ein gemeinsames Landesarbeitsgericht. Die Kammern der Landesarbeitsgerichte sind wie beim Arbeitsgericht mit einem Vorsitzenden (Berufsrichter) und zwei ehrenamtlichen Richtern aus den Kreisen der Arbeitgeber und Arbeitnehmer besetzt.
Im Urteils- und im Beschlussverfahren haben sich die Parteien von einem Vertreter der Gewerkschaft oder eines Arbeitgeberverbandes oder durch einen Rechtsanwalt als Prozessbevollmächtigten vertreten zu lassen (§ 11 Abs. 2 ArbGG).
Gegen Entscheidungen des Landesarbeitsgerichts können Rechtsmittel eingelegt werden. Dies sind die Revision zum Bundesarbeitsgericht und – bei Nichtzulassung der Revision – die Nichtzulassungsbeschwerde. Auch Rechtsbeschwerden gegen Beschlüsse des Landesarbeitsgerichts sind möglich.
Bei der Sprungrevision vom Arbeitsgericht zum Bundesarbeitsgericht (§ 76 ArbGG) wird die 2. Instanz übersprungen.

### 3. Instanz: Bundesarbeitsgericht

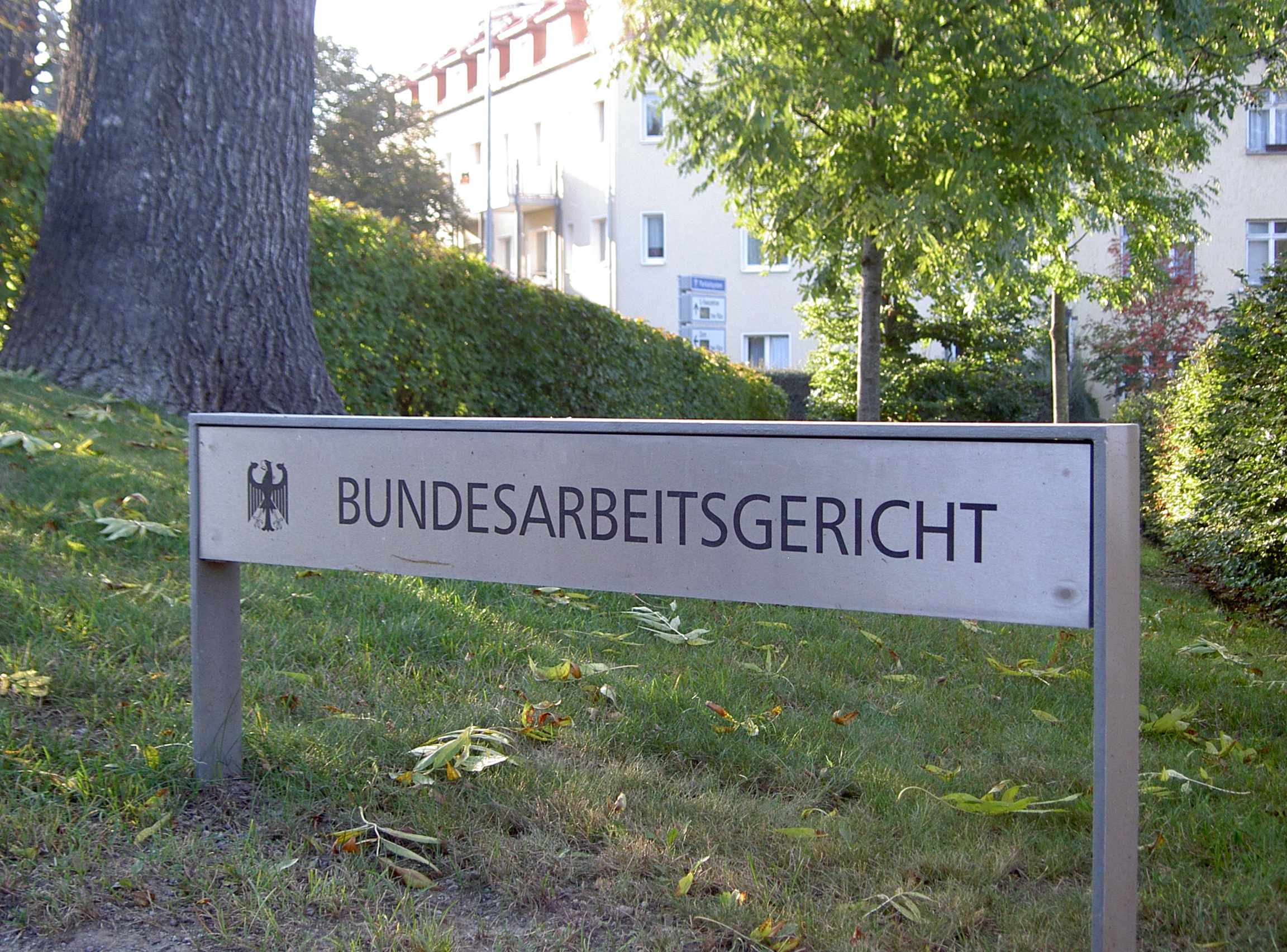
Bundesarbeitsgericht in Erfurt

Das Bundesarbeitsgericht besteht aus zehn Senaten. Jeder der Senate ist mit einem Vorsitzenden (Berufsrichter), zwei berufsrichterlichen Beisitzern und zwei ehrenamtlichen Beisitzern aus den Kreisen der Arbeitgeber und Arbeitnehmer besetzt. Im Urteils- und im Beschlussverfahren muss sich jede Partei durch einen Vertreter einer Gewerkschaft oder eines Arbeitgeberverbandes oder durch einen Rechtsanwalt vertreten lassen. Des Weiteren gibt es beim Bundesarbeitsgericht (BAG) den kleinen (z. B. § 53 Abs. 1 S. 1 und § 74 Abs. 2 S. 3 ArbGG) und den großen Senat. Der große Senat entscheidet, wenn ein Senat in einer Rechtsfrage von einer Entscheidung eines anderen Senats oder des großen Senats abweichen will.

## Schiedsgerichtsbarkeit
Für Rechtsstreitigkeiten zwischen Tarifvertragsparteien sowie Rechtsstreitigkeiten aus dem Arbeitsverhältnis von Bühnenkünstlern, Filmschaffenden und Artisten gestattet § 101 ArbGG den Ausschluss der Arbeitsgerichtsbarkeit zugunsten von Schiedsgerichten.
Bühnenschiedsgerichte beispielsweise bestehen seit 1924. Gegenwärtig umfassen sie Bezirksschiedsgerichte in Berlin, Hamburg, Köln, Frankfurt am Main, München und Chemnitz und das Bühnenoberschiedsgericht in Frankfurt am Main sowie das Bühnenschiedsgericht für Opernchöre und das Bühnenoberschiedsgericht für Opernchöre in Köln. Organisatorisch sind diese Bühnenschiedsgerichte mit den jeweiligen Landesarbeitsgerichten verbunden, in Chemnitz mit dem Arbeitsgericht. Rechtsmittel ist die Aufhebungsklage zum Arbeitsgericht nach § 110 ArbGG.
Das für Kapitäne und Besatzungsmitglieder zuständige Tarifschiedsgericht für die deutsche Seeschiffahrt wurde 1970 aufgelöst.